# Flyktingkonventionen

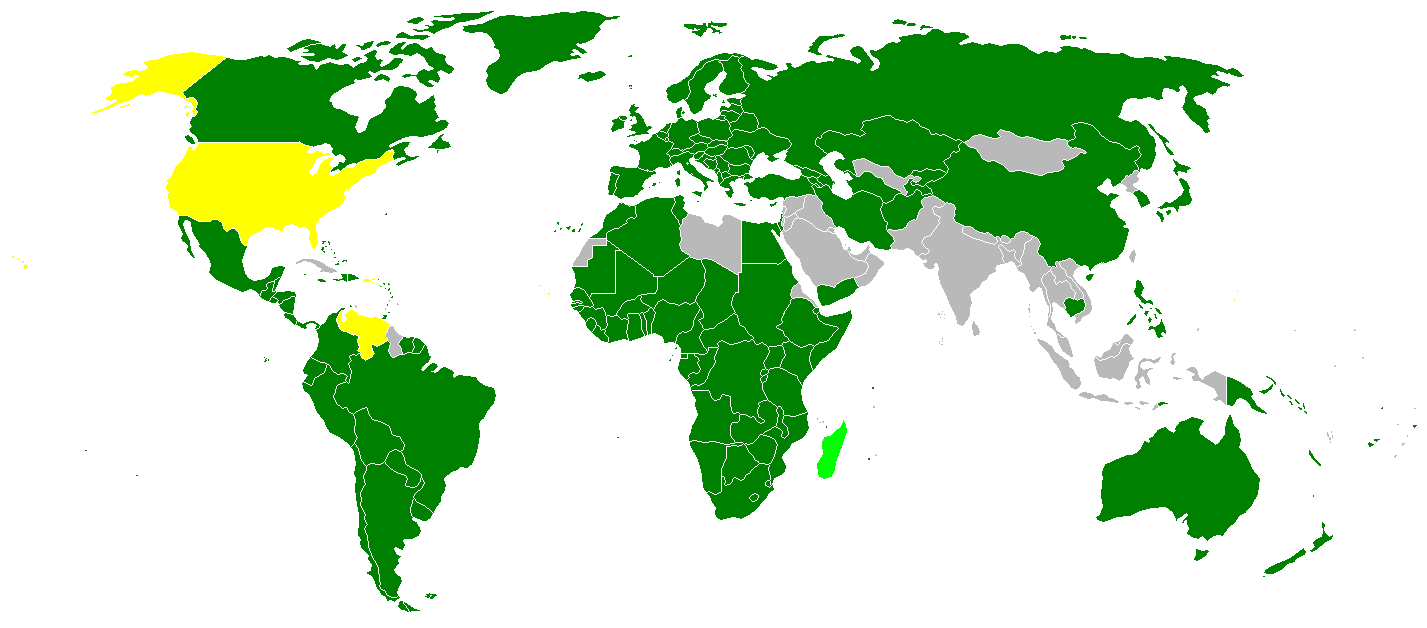
Länder som har ratificerat flyktingkonventionen.
Länder med ljusgrönt har endast ratificerat konventionen från 1951. Länder med gult har endast ratificerat protokollet från 1967. Länder med mörkgrönt har ratificerat båda. Länder i grått har inte anslutit sig till konventionen eller protokollet.

FN:s flyktingkonvention (även kallad Genèvekonventionen eller mer formellt 1951 års konvention om flyktingars rättsliga ställning) är en internationell konvention som ursprungligen skapades för att ge skydd åt de som var flyktingar på grund av andra världskrigets händelser. 1967 utvidgades konventionen genom ett tilläggsprotokoll, New York-protokollet, så att den inte längre var begränsad till flyktingar från Europa och tidsperioden före 1951.
Konventionen reglerar staternas skyldigheter i förhållande till flyktingar. Konventionen definierar också vilka personer som räknas som flyktingar, principen om non-refoulement och vilka som inte räknas dit (som till exempel krigsförbrytare). Flyktingar enligt konventionens definition kallas ofta konventionsflyktingar.
FN:s flyktingkonvention är, tillsammans med New York-protokollet, grunden för FN:s flyktingkommissariats verksamhet.